# Rikasicha
Rikasicha (russisch Рикасиха) ist ein Dorf (derewnja) in Nordwestrussland. Der Ort gehört zur Oblast Archangelsk und hat 1877 Einwohner (Stand 14. Oktober 2010). Rikasicha gehört administrativ zum Primorski rajon.

## Geographie
Rikasicha befindet sich etwa 20 Kilometer südwestlich der Oblasthauptstadt Archangelsk. Der Ort liegt in sumpfigem Gebiet am linken Ufer der Nördlichen Dwina innerhalb des Dwindeltas rund 20 Kilometer vor ihrer Mündung in das Weiße Meer. Rikasicha ist Verwaltungszentrum der Gemeinde Primorskoje selskoje posselenije (Приморское сельское поселение), die neben Rikasicha elf Orte (sechs unbewohnt, davon vier Bahnstationen bzw. Haltepunkte) mit insgesamt 2690 Einwohnern (Stand 2010) umfasst.

## Geschichte
Rikasicha wurde in Folge eines Beschlusses des Allrussischen Zentralen Exekutivkomitees am 2. März 1932 anstelle von Archangelsk Verwaltungszentrum des Primorski rajon. 1938 wurde es zudem administratives Zentrum des Primorski selsowet (Приморский сельсовет). Im Jahr 1955 wurde die Verwaltung des Primorski rajon zurück nach Archangelsk verlegt.

## Infrastruktur und Verkehr

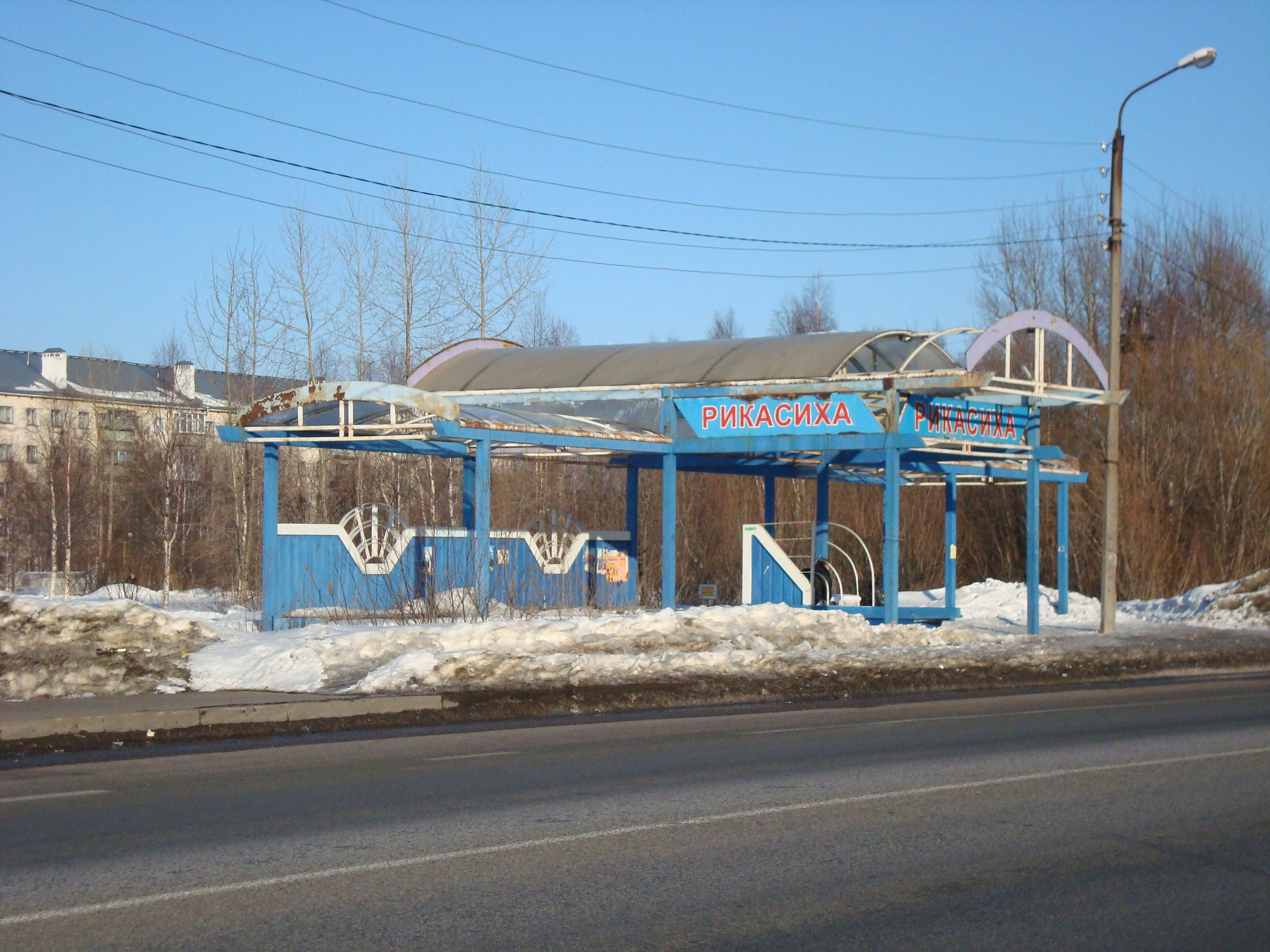
Bushaltestelle Rikasicha an der Fernstraße M8

Rikasicha liegt an der russischen Fernstraße M8 zwischen dem rund 20 Kilometer entfernten Archangelsk und dem etwa 16 Kilometer entfernten Sewerodwinsk.
Im Süden des Ortes gibt es eine Legebatterie.